# Arbeitsgericht Solingen

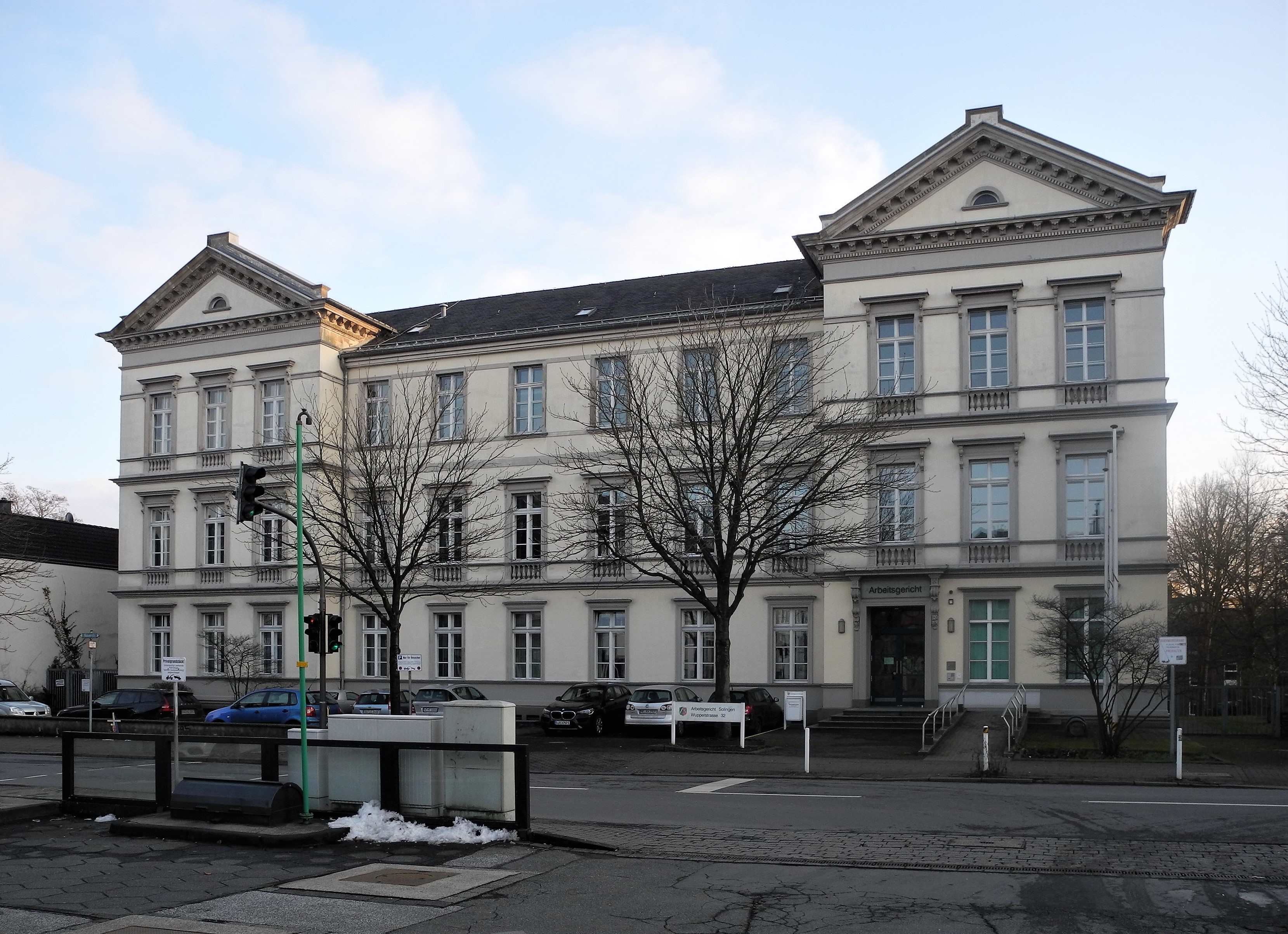
Arbeitsgericht Solingen

Das Arbeitsgericht Solingen, ein Gericht der Arbeitsgerichtsbarkeit, ist eines der dreißig nordrhein-westfälischen Arbeitsgerichte. Bei ihm sind vier Kammern gebildet.

## Gerichtssitz und -bezirk
Das Gericht hat seinen Sitz in Solingen in der Wupperstraße 32.
Das Arbeitsgericht Solingen ist örtlich zuständig für Rechtsstreitigkeiten aus Solingen und Wermelskirchen. Durch das Arbeitsgericht Solingen werden auswärtige Gerichtstage in Leverkusen abgehalten. Dort werden Rechtsstreitigkeiten aus Leverkusen, Burscheid und Leichlingen (Rheinland) verhandelt.
Die sachliche Zuständigkeit ergibt sich aus dem Arbeitsgerichtsgesetz.

## Übergeordnete Gerichte
Dem Arbeitsgericht Solingen sind das Landesarbeitsgericht Düsseldorf und im weiteren Rechtszug das Bundesarbeitsgericht übergeordnet.

## Geschichte
Gemäß Arbeitsgerichtsgesetz vom 23. Dezember 1926 wurden in Deutschland Arbeitsgerichte gebildet. Diese waren nur in der ersten Instanz organisatorisch selbstständige Gerichte, die Landesarbeitsgerichte waren den Landgerichten zugeordnet. Am Landgericht Elberfeld entstand so 1927 das Landesarbeitsgericht Elberfeld als eines von vier Landesarbeitsgerichten im Bezirk des Oberlandesgerichtes Düsseldorf. In Solingen entstand das Arbeitsgericht Solingen. Sein Sprengel umfasste die Bezirke der Amtsgerichtes Ohligs und Solingen. Es bestand jeweils eine Kammer für Arbeiter, für Angestellte und für Handwerk.
Nach der Besetzung Deutschlands durch die Alliierten wurden 1945 zunächst alle Gerichte geschlossen. Die ordentlichen Gerichte wurden schon bald wieder eröffnet, während die Arbeitsgerichte zunächst nicht wieder eingerichtet wurden, so dass arbeitsgerichtliche Streitigkeiten von den ordentlichen Gerichten erledigt werden mussten. Gemäß Kontrollratsgesetz 21 vom 30. März 1946 sollten in Deutschland Arbeitsgerichte aufgebaut werden. Das Arbeitsgericht Solingen entstand so neu.

## Gebäude
Das Arbeitsgericht Solingen ist seit 1999 im Gerichtsgebäude Wupperstraße 32 im Stadtbezirk Mitte untergebracht. Das Gebäude geht auf die 1857 errichtete Jagenberg'sche Villa zurück und wurde ab 1879 bis 1999 vom Amtsgericht Solingen genutzt, das seither einen Neubau an der Goerdelerstraße nutzt.